# Медведица-кайя
Медведица-кайя (лат. Arctia caja) — ночная бабочка из подсемейства медведицы в составе семейства Erebidae.

## Описание
Размах крыльев 50—80 мм. Длина переднего крыла 25—33 мм. Окраска верхней стороны крыльев коричнево-белая с неправильным извилистым рисунком, отличающийся большой вариабельностью. Верхняя сторона задних крыльев светло-красная с пятью большими округлыми пятнами, цвет которых варьирует от чёрного до голубоватого.

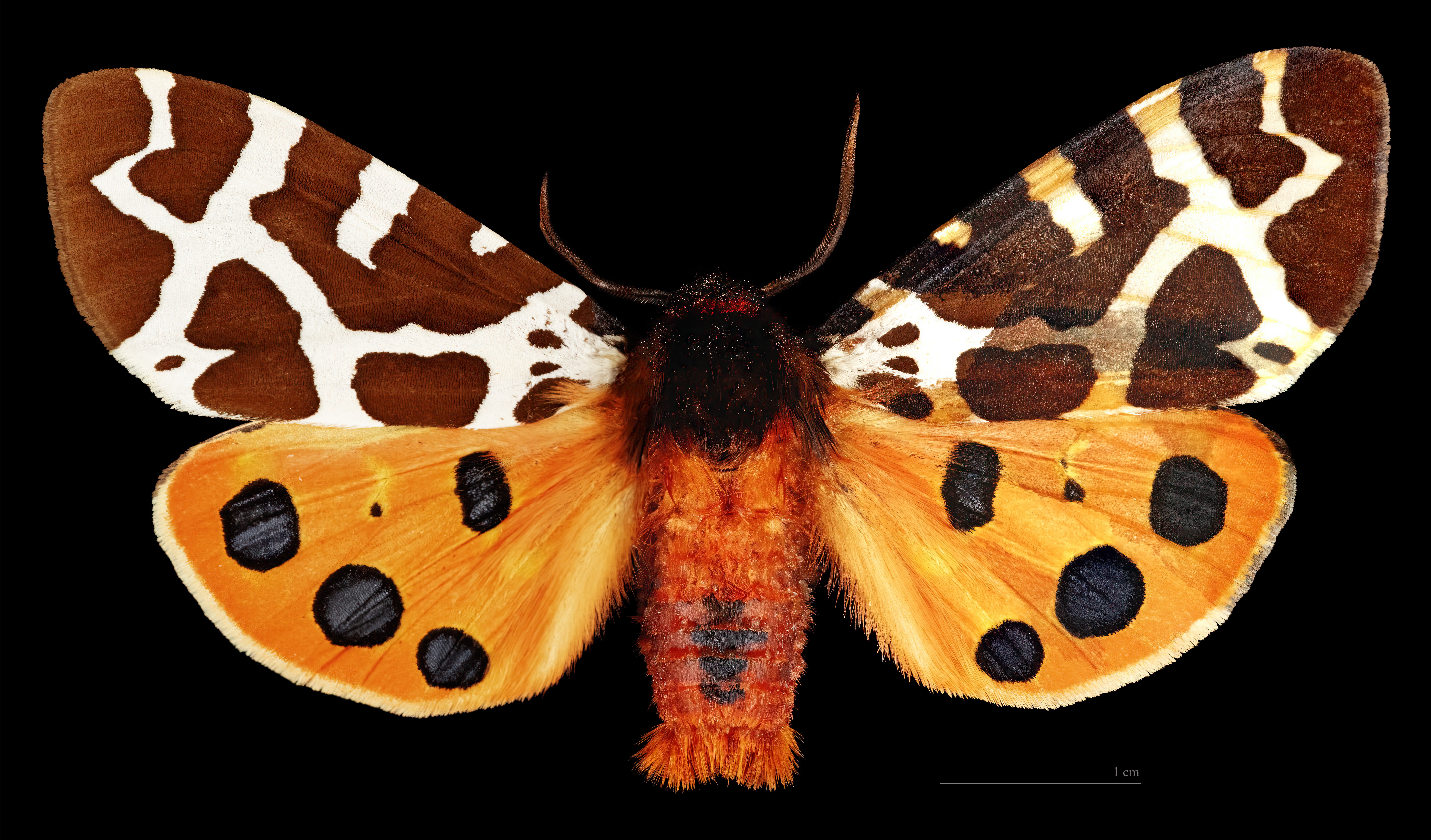
♂
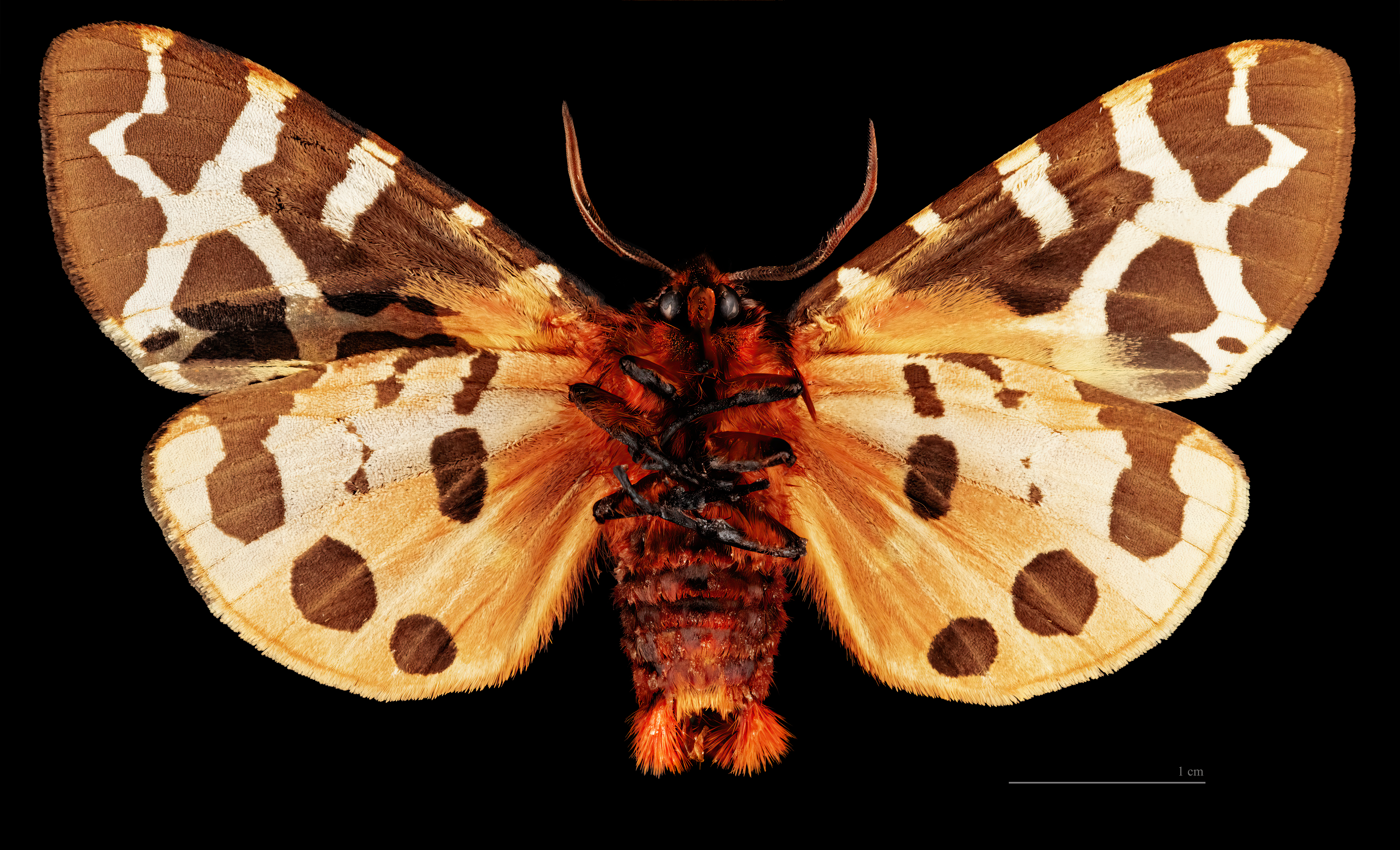
♂ △

Голова и грудь тёмные, красно-бурые, брюшко красное, с чёрными поперечными полосками. Бабочки отличаются полиморфизмом. У каждой особи индивидуальный рисунок верхней стороны крыльев. Верхняя сторона задних крыльев может быть красного или жёлтого цвета, с множеством пятен или вообще без них, или однотонной чёрной.
У особей, развивающихся в одинаковых условиях, порой наблюдается вариабельность окраски, причём иногда эти различия настолько велики, что бабочек можно принять за представителей различных видов.

## Ареал
Широко распространена на территории всей Европы, в Малой Азии, Иране, Средней Азии, Северной Индии, Казахстане, Сибири, на Дальнем Востоке (включая Сахалин и юг Курильских островов), в Китае, Корее, Японии, Северной Америке. В горах поднимается на высоту до 3000 м над уровнем моря.

## Местообитания
Влажные участки, речные низменности, сады, парки. Часто встречается в культурных ландшафтах.

## Время лёта
Июль — август. Одно поколение. Бабочки активны ночью, часто летят на свет.

## Размножение

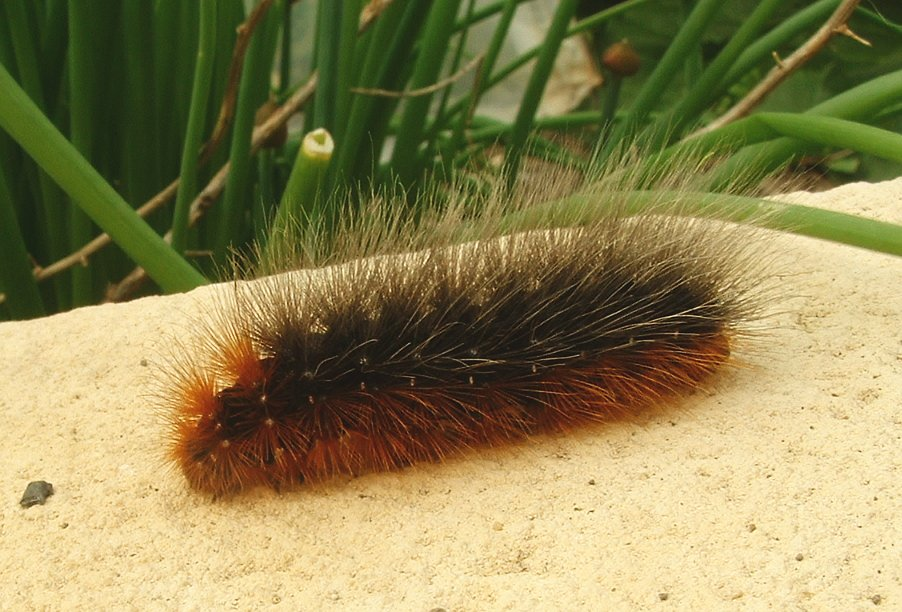
Гусеница

В июле оплодотворённые самки откладывают яйца большими голубовато-белыми группами на нижнюю сторону листьев.

### Гусеница
1 стадия: гусеницы в длину 3 см. Бежевые с небольшим количеством волосков.
2 стадия: после линьки гусеницы приобретают немного зеленоватый оттенок. Увеличивается длина волосков на задней части. Вся гусеница покрыта дорожками из чёрных точек. 
Стадия гусеницы — с сентября по май. Зимует гусеница. Длина около 60 мм. Окраска чёрная, покрыта длинными волосками с белыми кончиками. Гусеницы первого возраста покрыта серыми волосками, с желтоватыми полосками на спине. При опасности гусеница падает с кормового растения на землю, сворачивается и притворяется мертвой.
Гусеницы являются полифагами, питаясь листьями различных видов травянистых и кустарниковых пород растений. Основные кормовые растения: малина, ежевика, калина, жимолость, вереск, борщевик, дрок. Питаются также листьями таких пород, как яблоня, земляника, груша, слива.

### Куколка
Окукливание в мае. Гусеница окукливается в паутинном коконе бело-серого цвета.

## Ядовитость
Попадание в глаза волосков гусениц приводит к конъюнктивитам, но ядовиты и взрослые бабочки. В брюшках самок обнаружен токсичный полипептид под названием '«кайин». Он ядовит как для других насекомых, так и для млекопитающих.